# Evropská silnice E4
Evropská silnice E4 je evropskou silnicí 1. třídy. Začíná ve švédském Helsingborgu a končí ve finském Torniu. Celá trasa měří 1590 kilometrů. Po velkém přečíslování sítě evropských silnic v 80. letech měla být E4 nahrazena silnicí E55, vedoucí napříč kontinentem. Jelikož však byla silnice E4 na severu Evropy extrémně dlouhá, byly by náklady jen na výměnu tisíců cedulek, směrovek a tabulí velmi vysoké. Další náklady by spolykaly změny v mapách, turistických průvodcích apod. Proto byla Skandinávii udělena výjimka a E55 zůstala napříč Švédskem i nadále pod původním označením E4. Podobnou výjimku má i E6.

## Trasa
- Švédsko
  - Helsingborg – Ljungby – Värnamo – Jönköping – Linköping – Norrköping – Nyköping – Södertälje – Stockholm – Märsta – Uppsala – Gävle – Söderhamn – Hudiksvall – Sundsvall – Härnösand – Örnsköldsvik – Umeå – Skellefteå – Piteå – Luleå – Haparanda

- Finsko
  - Tornio

## Galerie

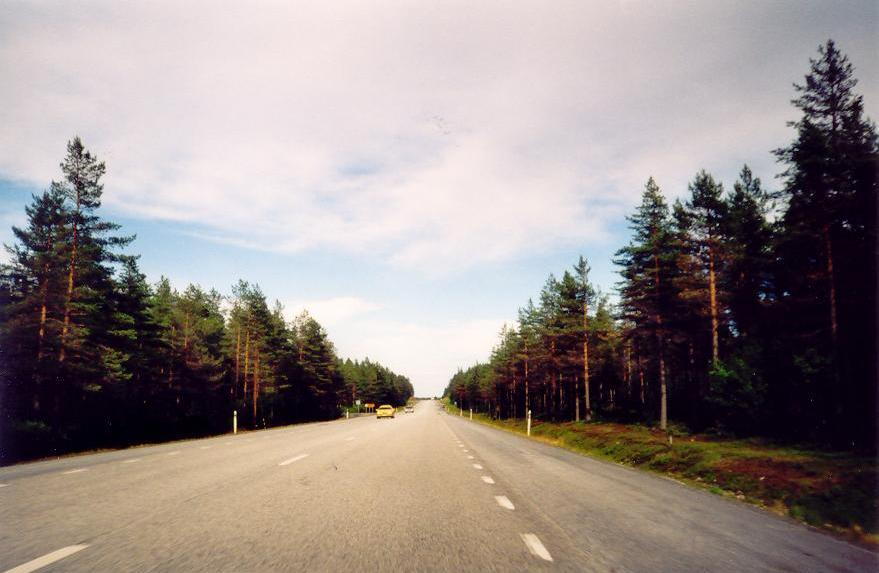
E4 poblíž Örnsköldsviku, Švédsko
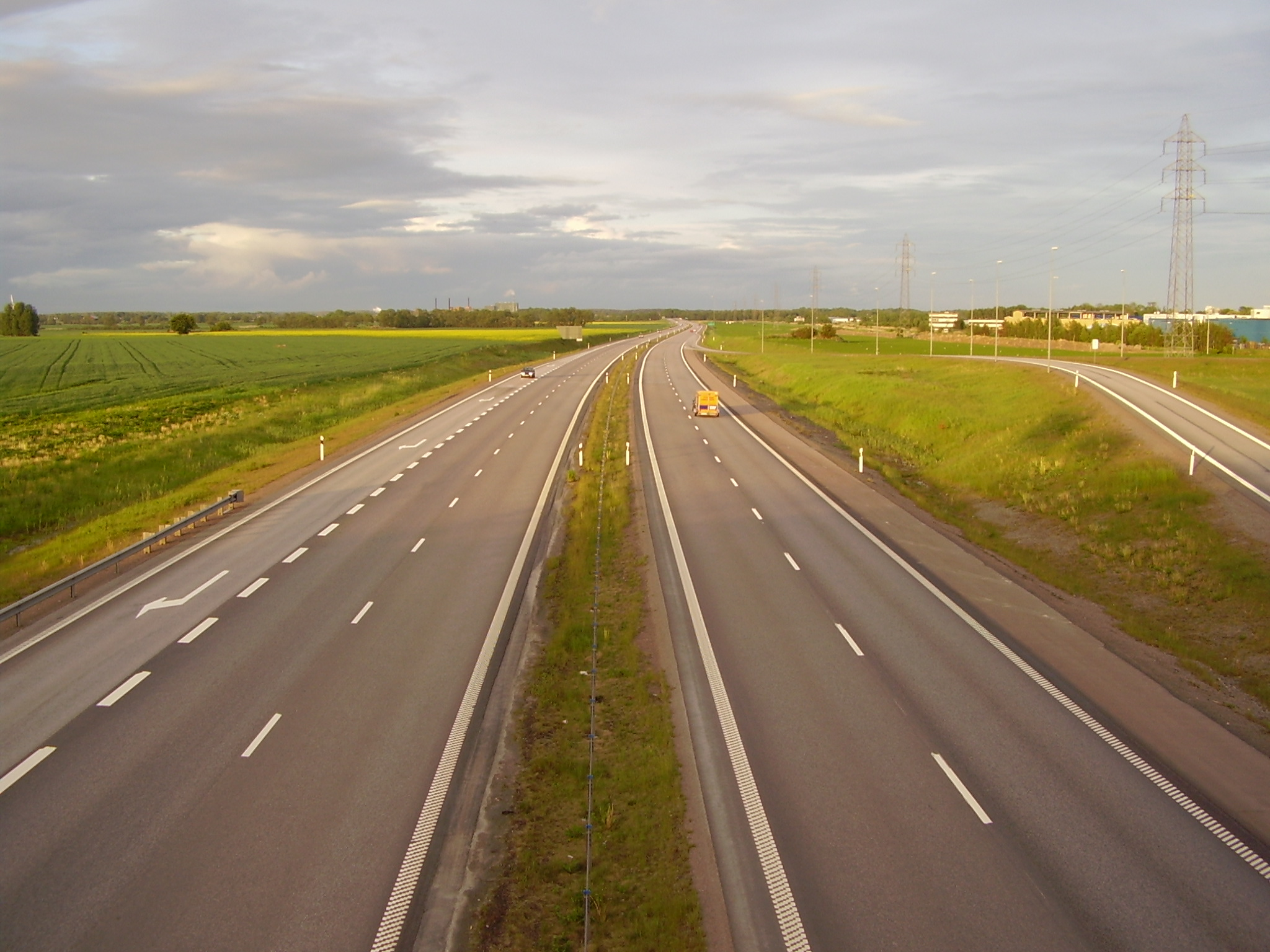
E4 poblíž Linköpingu, Švédsko
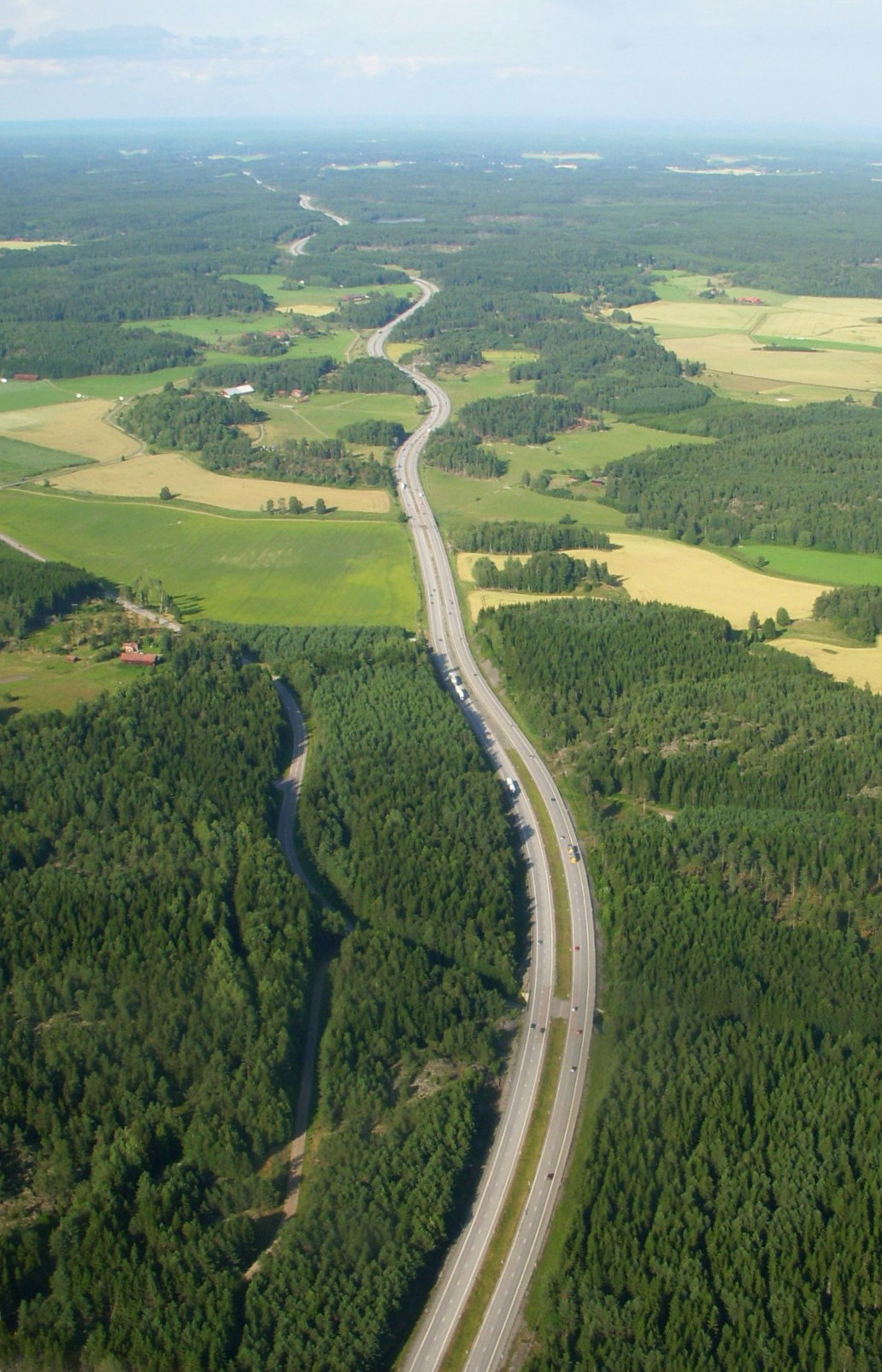
E4 ve Stockholmu, Švédsko
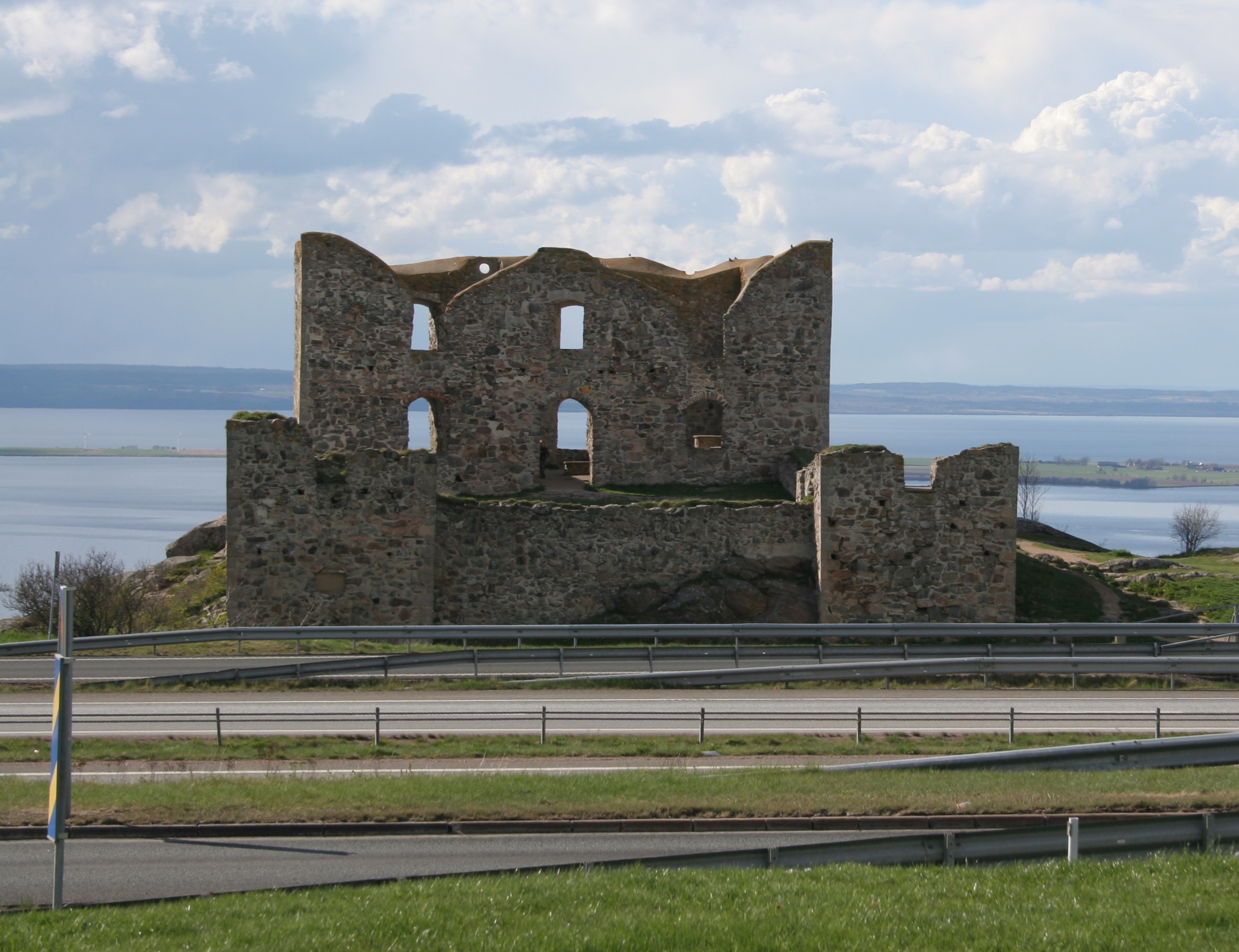
E4 180 m nad jezerem Vättern, Švédsko
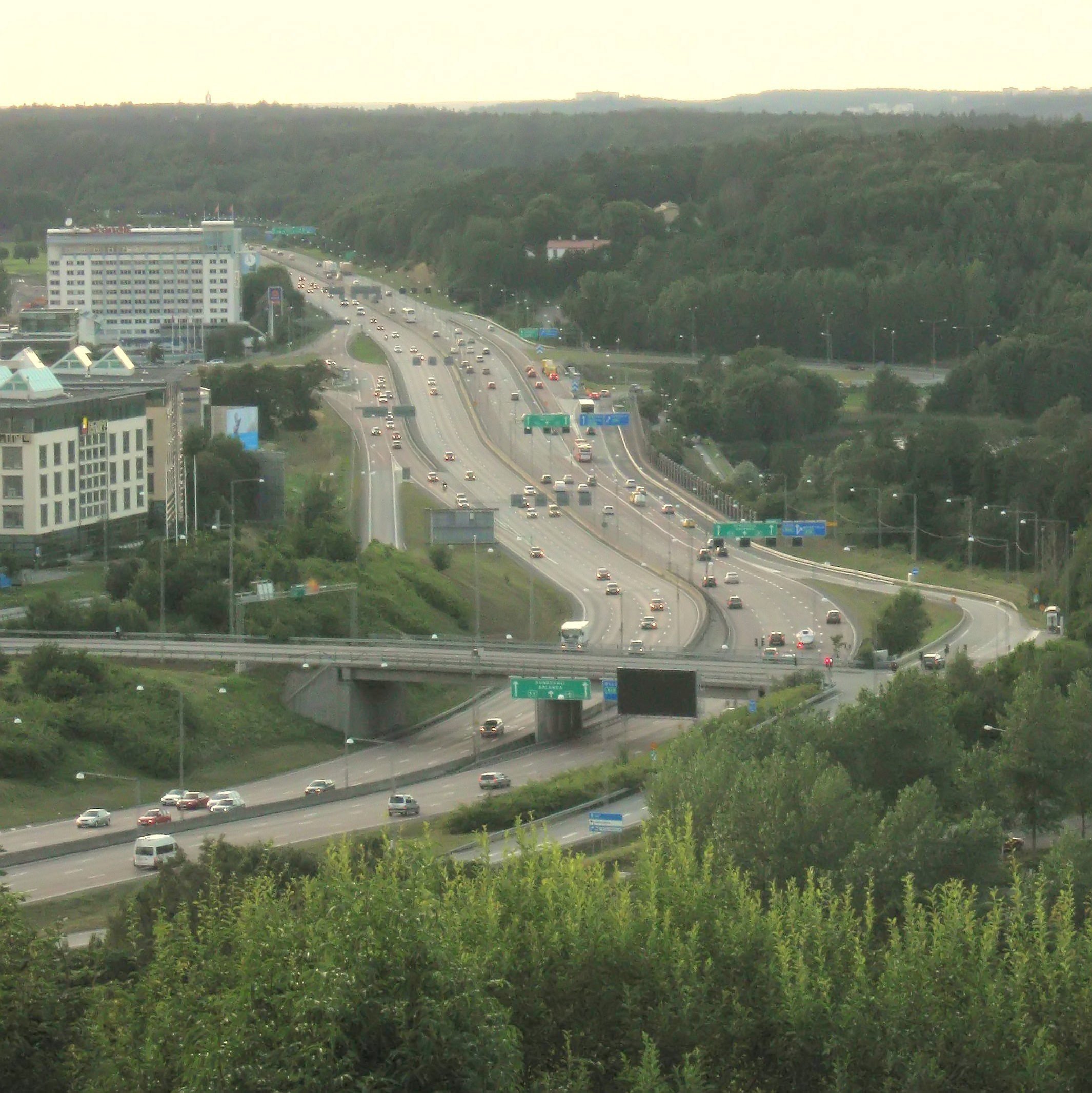
E4 ve Stockholmu, Švédsko